# محطة بايرون للطاقة النووية

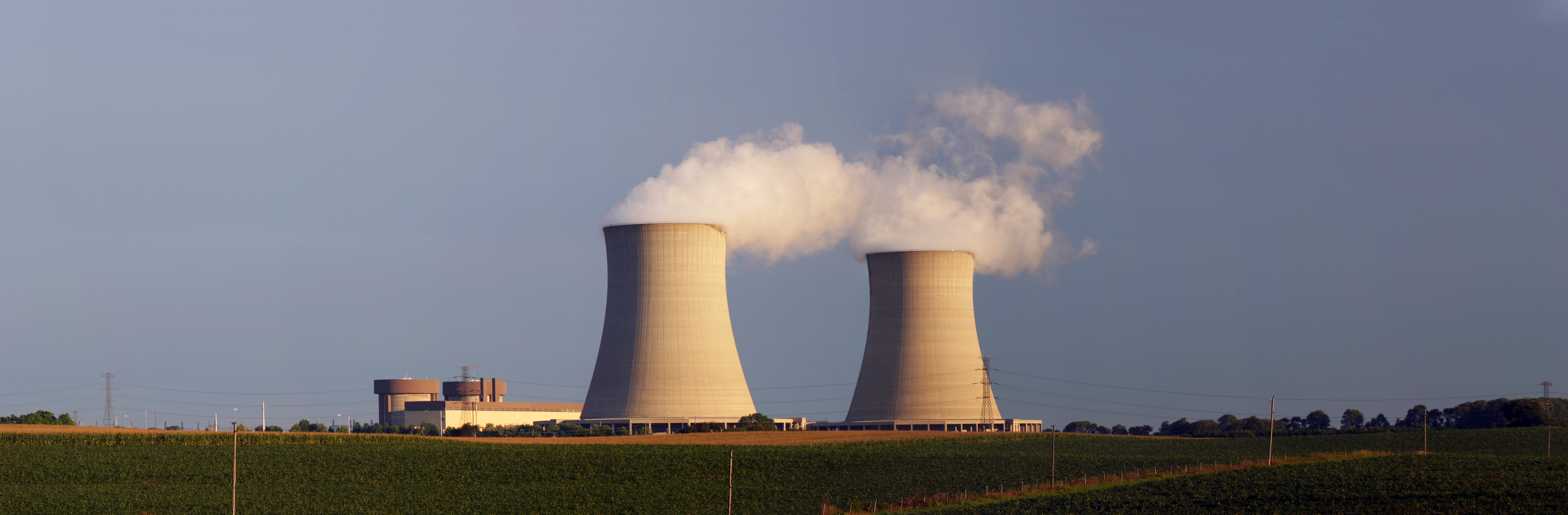
محطة بايرون للطاقة النووية

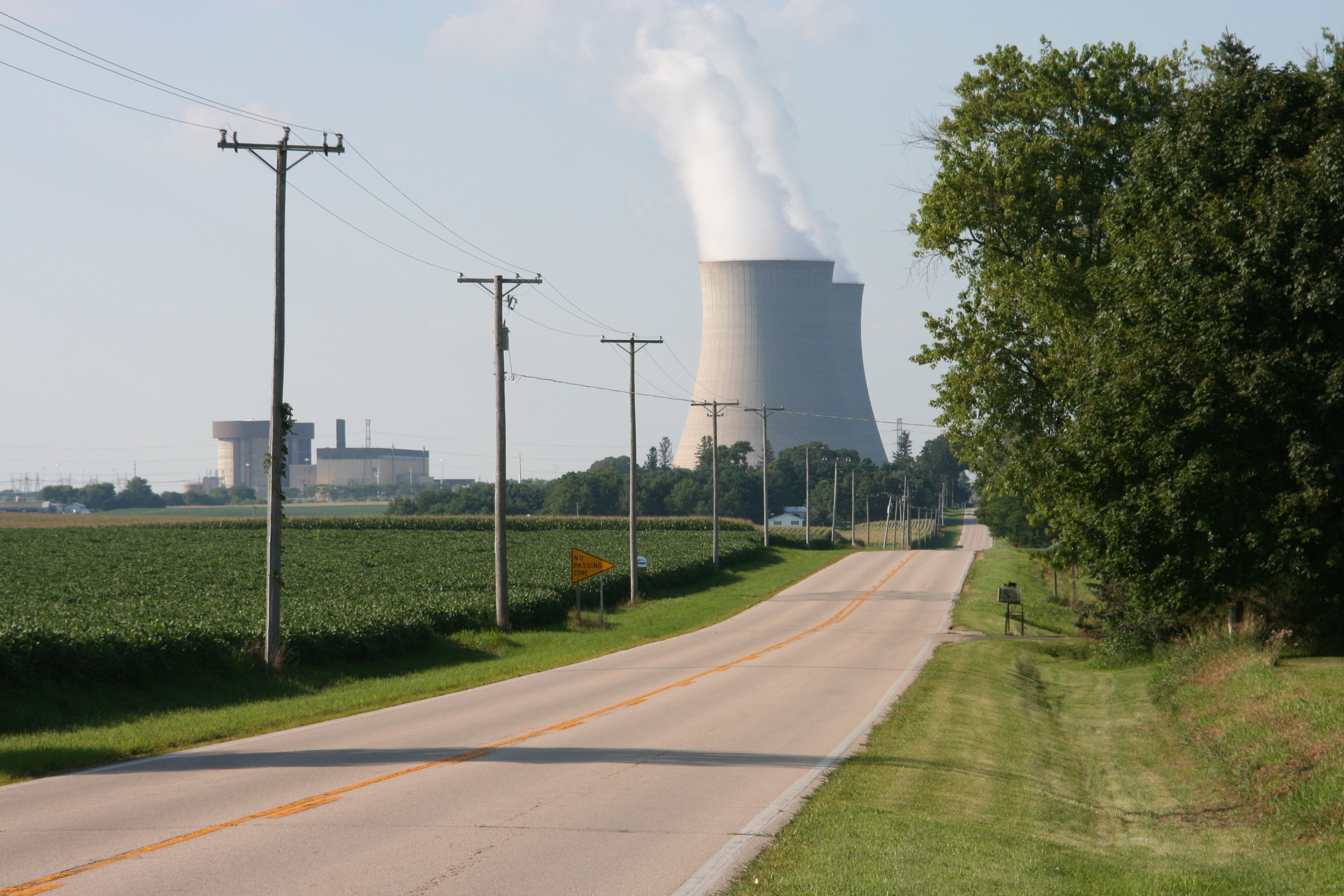
إرتفاع التوربينات في المحطة 495 قدم (151 متر)

محطة بايرون للطاقة النووية هي محطة للطاقة النووية تقع في مقاطعة أوغل (إلينوي)، على بعد 2 ميل (3.2 كم) شرق نهر روك.

## نبذة
تم بناء المحطة بواسطة شركة كومنولث إديسون والمفاعلات من شركة وستنجهاوس من نوع مفاعلات المياه المضغوطة، الوحدة الأولى بدأت عملها لأول مرة في سبتمبر 1985 والوحدة الثانية في أغسطس 1987. المحطة حاليًا مملوكة من قِبل شركة كومونويلث إديسون.

## التشغيل
توفر المحطة الكهرباء لشمال إلينوي ومدينة شيكاغو. في عام 2005، أنتجت حوالي 2450 ميغاواط، ما يكفي من الطاقة لتزويد 2 مليون منزل.
توظف المحطة أكثر من 600 عامل، معظمهم من مقاطعة أوغل، وتحتوي على برجين (توربينات) بطول 495 قدم (151 متر).

## قضايا بيئية
تعرضت المحطة لدعوى قضائية في عام 1981، بسبب مخاوف بشأن تلوث التريتيوم في المياه الجوفية. أدى تلوث التريتيوم في المحطة ومحطات الطاقة النووية الأخرى في ولاية إلينوي إلى سن ولاية إلينوي لأنظمة ولوائح تطالب المنشآت بالإبلاغ عن هذا التلوث في غضون 24 ساعة.